# Viêm khớp nhiễm khuẩn
Viêm khớp nhiễm khuẩn, hay viêm khớp sinh mủ, (tiếng Anh: Septic arthritis, joint infection hoặc infectious arthritis) là sự xâm nhập của một tác nhân nhiễm trùng vào một khớp xương dẫn đến viêm khớp. Các triệu chứng có thể là đỏ, nóng và đau ở một khớp duy nhất liên quan đến giảm khả năng di chuyển khớp. Sự khởi phát thông thường của bệnh rất nhanh. Những triệu chứng khác có thể là sốt, yếu và đau đầu.
Các tế bào bạch cầu thường lớn hơn 50,000 mm³ hoặc axit lactic lớn hơn 10 mmol/l trong dịch khớp làm cho các chẩn đoán về bệnh chính xác hơn.

## Điều trị
Trong số các bệnh nhi bị viêm khớp nhiễm khuẩn máu cấp tính, một liều lượng kháng sinh trong 10 ngày là đủ cho các trường hợp không biến chứng.